# حاسی بونیف
حاسی بونیف (به عربی: حاسی بونیف) یک شهرداری در الجزایر است که در ناحیه بئر جیر واقع شده‌است. حاسی بونیف ۳۱٫۷۷ کیلومتر مربع مساحت و ۶۳٬۵۸۱ نفر جمعیت دارد.